# Caligus rapax
Caligus rapax is een eenoogkreeftjessoort uit de familie van de Caligidae. De wetenschappelijke naam van de soort werd in 1840 voor het eerst geldig gepubliceerd door Henri Milne-Edwards.

## Leefwijze
Deze soort hecht zich vast aan de huid en kieuwen van vissen en zuigt bloed bij de gastheer.